# Main de Pangboche
La main de Pangboche ou main de Pangbotchi est un artéfact provenant du monastère bouddhiste de Pangbotchi, au Népal. Un test ADN fait sur l'un des doigts en 2011 montre qu'il s'agit d'un doigt humain, alors que depuis 1959, cette main était parfois présentée comme étant celle d'un yéti, dont elle était donc supposée démontrer l'existence. Dans le monastère, ces « reliques », qui ont été volées avant 1993, sont aujourd'hui remplacées par des accessoires de cinéma.

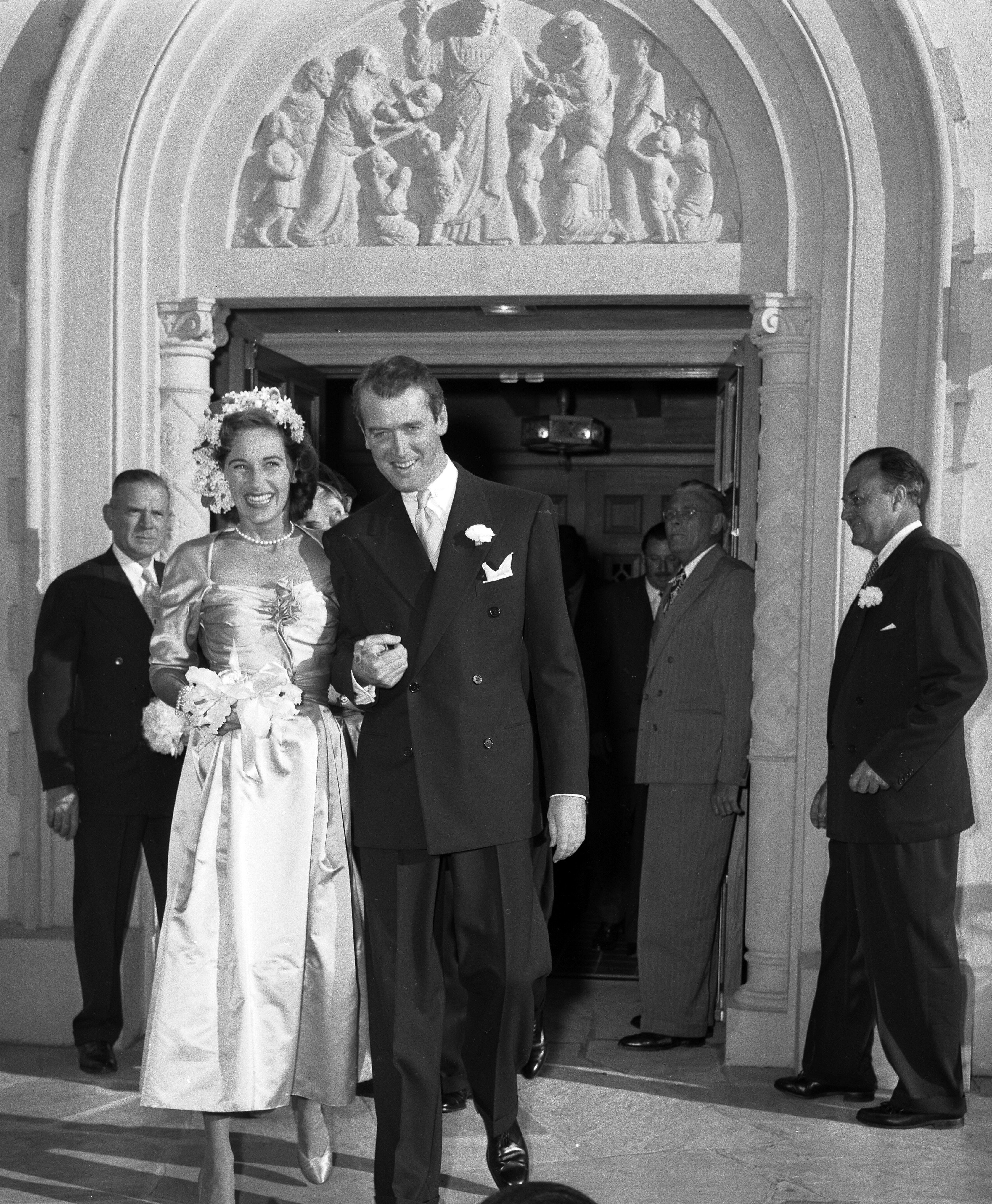
James Stewart et sa seconde épouse Gloria Hatrick McLean, lors de leur mariage en 1949.

## Histoire
Dans le village népalais de Pangboche,
situé à quelque 4 000 m d'altitude,
le monastère abrite ce qu'une tradition locale dit être une main et le sommet du crâne du Yéti.
Lors des premiers contact avec des Européens, les moines du monastère de Pangboche leur racontent qu'un des leurs, le lama Sangwa Dirje, allait méditer dans une grotte, où un yéti venait lui apportant eau et nourriture, et est finalement devenu son disciple bouddhiste. À la mort du yéti, Sangwa a rapporté au monastère sa main et son cuir chevelu, que le monastère conservait jusque là comme reliques sacrées qui favorisaient la fertilité.
En 1959, l'aventurier et alpiniste Peter C. Byrne (en) vient à Pangboche, à la demande, dit-il, « d'un primatologue du Royal College of Surgeons » et de l'homme d'affaire Tom Slick (en), cryptozoologue et fondateur du  Southwest Research Institute. Il y fait remplacer un des doigts de cette main, l'achète[à vérifier]
, et l'amène en Inde. James Stewart, alors en voyage dans ce pays, l'aide en cachant le doigt dans la valise de sa femme, Gloria Hatrick McLean (en), ce qu'il a confirmé dans une lettre à la biographe de Slick, Loreen Coleman,,.
Les scientifiques qui l'examinent concluent que le doigt est très proche de celui d'un Homme de Néandertal. 
Dans les années 1990, peu de temps après la diffusion sur une chaîne américaine d’un documentaire sur les reliques du « yéti », le reste de la main et le scalp ont disparu du monastère.
La société Wētā Workshops, spécialisée dans les effets spéciaux pour le cinéma, fait fabriquer des copies de la main et de la peau disparus, et l'offre au monastère de Pangboche en 2011.
Le 27 décembre 2011, de nouveaux tests, effectués à Édimbourg, indiquent que la main contient de l'ADN humain : « Nous nous attendions à de l'humain et c'est ce que nous avons trouvé »
,.

## Dans la culture
- La Main de Pangboche est un album de bande dessinée d'André Taymans (scénario, dessin), publié chez Paquet en 2017[10]. (ISBN 9782888906971).